# Championnat d'Europe de polo 2002
Navigation
Édition précédente Édition suivante
Le championnat d'Europe de polo 2002, cinquième édition du championnat d'Europe de polo, a lieu en 2002 à Rome, en Italie. Il est remporté par la France.